# Peter Shumlin
Peter Shumlin (født 24. marts 1956 i Brattleboro, Vermont) er en amerikansk politiker, og var den 81. guvernør for den amerikanske delstat Vermont fra 2011 til 2017. Han er medlem af det Demokratiske parti.
Shumlin annoncerede i november 2009 at han ville stille op som demokraternes kandidat til guvernørvalget i Vermont i efteråret 2010. Han vandt efter en omtælling det Demokratiske partis primærvalg over modkandidaten Doug Racine, med en forskel på 197 stemmer. Peter Shumlin vandt 2. november 2010 guvernørvalget over sin republikanske modkandidat Brian Dubie. Shumlin blev 6. januar 2011 taget i ed som Vermonts 81. guvernør, hvor han afløste Jim Douglas fra det Republikanske parti.